# نسل‌کشی
نسل‌کشی (به انگلیسی: Genocide) هرگونه اقدام و مبادرت به نابودی و حذف فیزیکی بخش یا کلیت یک گروه نژادی، قومی، ملی، مذهبی یا ایدئولوژیکی توسط یک گروه دیگر است. زمانی که تعبیرهای جزئی دربارهٔ نسل‌کشی تغییر می‌کرد، نخستین تعریف قانونی این کردار در بیانیهٔ سازمان ملل متحد در سال ۱۹۴۸ و پیرامون «جلوگیری و مجازات جرم نسل‌کشی» شکل گرفت.
بند دوم این بیانیه تصریح می‌کرد که هرگونه اقدام به نابودی کل یک گروه نژادی، ملی، مذهبی مانند کشتار دسته‌جمعی یک گروه خاص، ایجاد لطمات روانی و جسمانی بر یک گروه ویژه، ضربه زدن تعمدی به افراد یک گروه خاص، تحمیل معیارهایی برای جلوگیری از تولد فرزندان آن‌ها، جابه‌جایی اجباری فرزندان گروه‌ها به یکدیگر، طرح‌ریزی برای آسیب رساندن به گروهی خاص و غیره، همه از مصداق‌های بارز نسل‌کشی می‌باشند.

## رافائل لمکین و واژه نسل‌کشی
رافائل لمکین، نخست در دانشگاه لووف در لهستان و سپس در دانشگاه هایدلبرگ، آلمان شروع به تحصیل در رشتهٔ حقوق کرد. در سال ۱۹۲۷ میلادی به عنوان دبیر در دادگاه استیناف ورشو به کار پرداخت و از تاریخ ۱۹۲۹ تا ۱۹۳۵ میلادی دبیر کمیتهٔ قانونگذاری جمهوری لهستان و سپس تا شروع جنگ جهانی دوم وکیل خصوصی بود. در سال ۱۹۳۳ میلادی او برای پیشنهاد کردن تحریم جرم نسل‌کشی و نابود کردن فرهنگ‌ها، درصدد شرکت در جلسهٔ پیمان ملت‌ها در مادرید برآمد (او عنوان‌ها غیر متمدن بودن و تبهکاری را مطرح کرده بود)، ولی در لحظهٔ آخر رئیس‌اش او را از شرکت در این جلسه بازداشت. وی هرچند پیشتر تمامی اظهارات خود را به‌طور مکتوب فرستاده بود، لیکن سکوت و خاموشی اتحادیه در قبال پیشنهاد سبب ناکامی او گشت. لمکین هنگامی که هنوز دانشجوی دانشگاه لووف بود، محاکمهٔ یکی از دانشجویان، به نام سوقومون تهلیریان را به دقت دنبال می‌کرد.
در سال ۱۹۴۱ میلادی به ایالات متحده آمریکا مهاجرت کرد. در آمریکا او در دانشگاه ییل و دانشگاه دوک به تدریس حقوق پرداخت و در پایان جنگ جهانی دوم به عنوان مشاور قاضی رابرت جکسن به همکاری با دادگاه نظامی نورنبرگ آلمان پرداخت.
وی پیش از این در سال ۱۹۴۴ میلادی مهم‌ترین اثر خود با عنوان (Axis Rule in Occupied Europe: Laws of Occupation, Analysis of Government Proposals for Redress) را منتشر کرد. در بخش اول، فصل نهم، صفحات ۷۹ تا ۹۵ با عنوان نسل‌کشی (Genocide) با سه عنوان فرعی به این موضوع پرداخته شده است.
- نسل‌کشی: یک واژهٔ جدید و ذهنیتی نو از نابودی ملت‌ها.
- شیوه‌های نسل‌کشی در زمینه‌های گوناگون: سیاسی، اجتماعی، فرهنگی، اقتصادی، زیستی، فیزیکی، مذهبی، و اخلاقی.
- پیشنهادهایی برای آینده: ممانعت از نسل‌کشی در زمان جنگ و صلح و همچنین، کنترل بین‌المللی برای جلوگیری از تجاوز و اشغال.

لمکین پس از پایان کار دادگاه نورنبرگ و بازگشت به آمریکا، سه سال بعدی را صرف پیگیری قاطعانه جهت متقاعد ساختن سازمان ملل، برای اعلام قطعنامهٔ محکوم و ممنوع کردن نسل‌کشی کرد. قائم مقام جامعهٔ ملل حمایت خود را از صدور قطعنامه اعلام کرد و نهایتاً در دسامبر ۱۹۴۸ میلادی تلاش‌های او تحت حمایت‌های رئیس مجمع عمومی ملل، هربرت وی اوات، به موفقیت رسید. بر این اساس سازمان ملل متحد قطعنامهٔ پیشگیری و جلوگیری، همچنین مجازات جنایات نسل‌کشی را به تصویب رساند.
لمکین در ده سال آخر زندگی و تا زمان مرگش در سال ۱۹۵۹ میلادی، تمامی نیروی خود را در دو زمینه متمرکز کرد؛ یکی تشویق دیگر کشورها در وادار کردن ایالات متحده آمریکا برای به رسمیت شناختن قطعنامهٔ نسل‌کشی و دیگری، نگارش کتاب‌ها و مقالاتی در خصوص مسائل مربوط به نسل‌کشی.

## عهدنامه‌های لاهه ۱۸۹۹ و ۱۹۰۷ میلادی

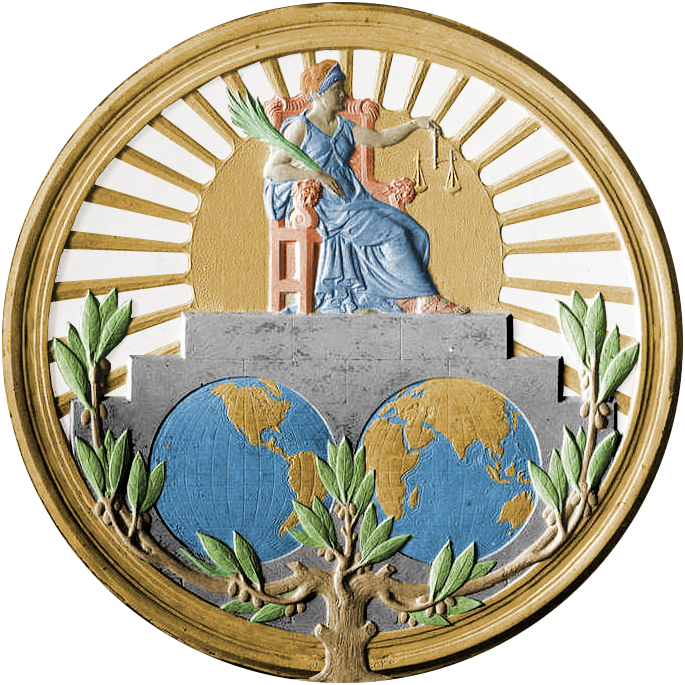
دیوان بین‌المللی دادگستری

عهدنامه‌های لاهه اولین تلاش‌های مدون دربارهٔ انسانی کردن جنگ و محدود کردن صدمات ناشی از جنگ در (حقوق بین‌الملل معاهداتی) به‌شمار می‌رود. به عبارت دیگر عهدنامه‌های ۱۸۹۹ میلادی و چهار عهدنامه ۱۹۰۷ میلادی لاهه را می‌توان تدوینی کامل از حقوق بین‌الملل بشردوستانه دانست. از میان عهدنامه‌های سال ۱۹۰۷ میلادی، عهدنامه چهارم بسیار واجد اهمیت است؛ زیرا مجموعه نسبتاً کاملی از قواعد جنگی است. در این عهدنامه‌ها هر چند صریحاً از جنایات علیه بشریت یاد نشده است، اما بذر این جرایم که بعدها در منشور نورنبرگ رسماً جرایم ضد بشری نامیده شد، در کنوانسیون‌های لاهه پاشیده شد. کنوانسیون اول ۱۸۹۹ میلادی لاهه دربارهٔ قواعد و عرف جنگ و کنوانسیون چهارم ضمیمه مقررات مربوط به قواعد و عرف جنگ زمینی است.
در پیشگفتار هر دو کنوانسیون اصطلاح حقوق بشر به کار رفته است. کنوانسیون ۱۸۹۹ لاهه اولین سند بین‌المللی جامع دربارهٔ قواعد تکامل یافته ناشی از اعمال عرفی دولت‌ها در زمان جنگ است. در عین حال قرارداد مزبور پا را فراتر گذاشته و دربارهٔ مواردی که مقررات خاص وجود ندارد چنین توضیح می‌دهد:
«نظامیان و جمعیت غیرنظامی تحت حمایت و حاکمیت اصول حقوق بین‌الملل قرار دارند، اصولی که ناشی از عرف رایج ملل متمدن، قوانین بشریت و الزامات وجودان جمعی می‌باشند.»
ماده ۲۲ کنوانسیون‌های لاهه ۱۸۹۹ و ۱۹۰۷ میلادی نیز قاعده‌ای کلی را به این نحو مقرر می‌دارد که «حق جنگجویان برای استفاده از روش‌های صدمه رساندن به دشمن نامحدود نیست.»

## پیمان صلح ورسای

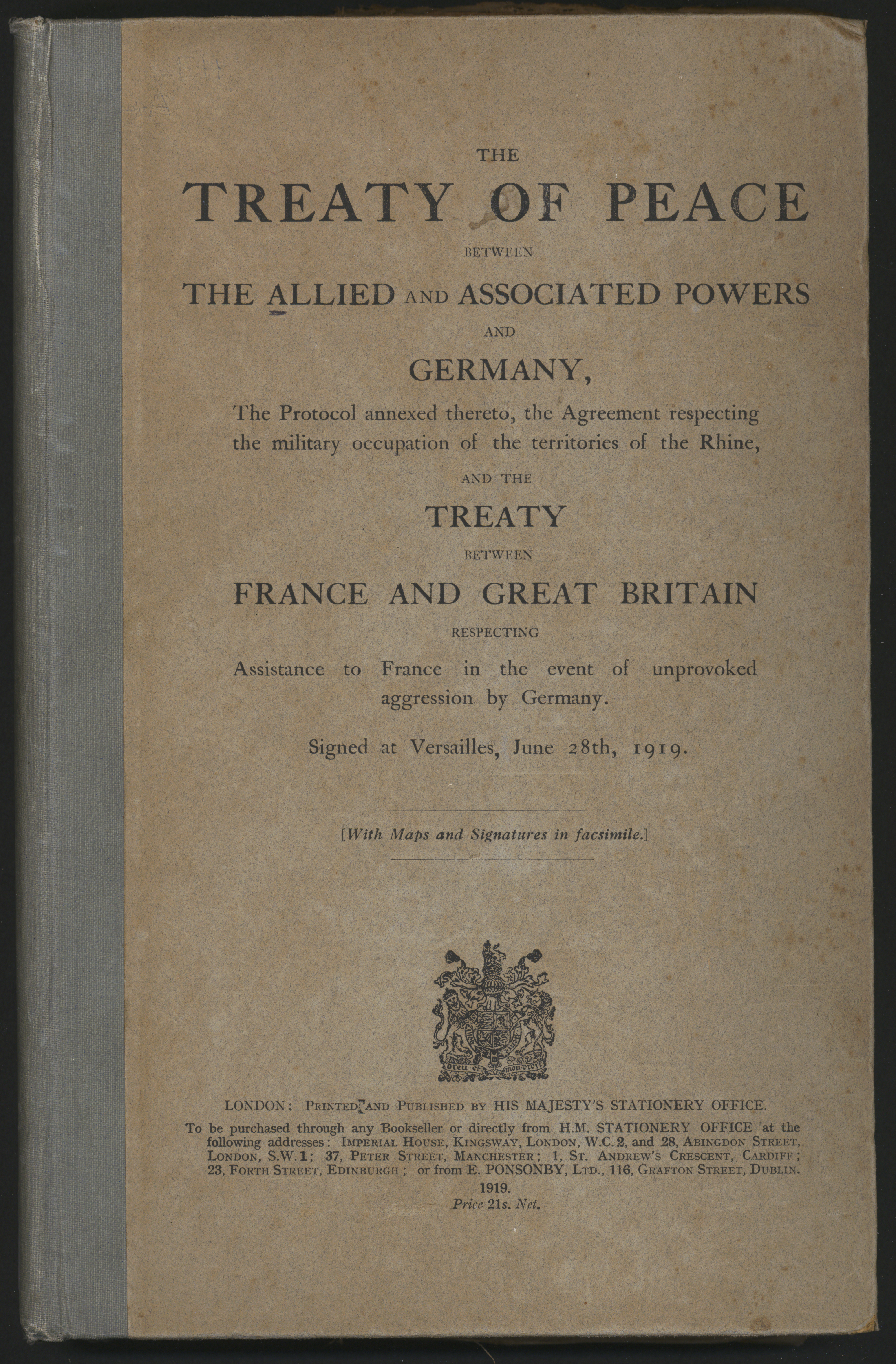
نسخه انگلیسی معاهده ورسای

در سال ۱۹۱۴ میلادی جهان شاهد آغاز یکی از هولناک‌ترین جنگ‌ها یعنی جنگ جهانی اول بود. جنگ مزبور که انسان‌های زیادی را به خاک و خون کشیده تا سال ۱۹۱۸ میلادی ادامه یافت. در سال‌هایی که جنگ جهانی اول ادامه داشت جنایت جنگی و جنایات علیه بشریت در سطح وسیعی رخ داد. یکی از بارزترین مصادیق این جرایم ضدبشری نسل‌کشی ارمنیان بود. در جریان وقوع قتل‌عام ارمنیان و انتشار اخبار مربوط به آن در ۲۸ مه همان سال دولت‌های فرانسه، بریتانیا و روسیه اعلامیه‌ای را مبنی بر محکومیت قتل‌عام ارمنی‌ها از سوی دولت عثمانی صادر کردند. سه کشور مزبور این جنایات را به عنوان (جرایم ضد تمدن و بشریت) محکوم کردند و به خاطر آن تمام اعضای دولت ترکیه و عوامل مزبور را که در فاجعه دست داشتند مسئول اعلام کردند.
در ۲۸ ژوئن ۱۹۱۹ میلادی کنفرانس صلح (پیمان ورسای) میان طرفین جنگ منعقد گردید. اما سه ماه قبل از آن، یعنی در مارس ۱۹۱۹ کمیسیونی برای گزارش اعمال ضد انسانی ارتکاب یافته در خلال جنگ به کنفرانس مقدماتی صلح، تشکیل گردید. کمیسیون مزبور که به منظور گزارش موارد نقص حقوق بین‌الملل تشکیل شده بود، در موارد متعددی اصطلاحات:(قوانین بشریت)، (جرایم ضد قوانین بشریت)، (نقص قوانین بشریت) را به کار برد.
کمیسیون مزبور در مورد مسئولیت کیفری افراد، چنین نتیجه‌گیری کرد:
«همه افراد متعلق به کشورهای درگیر در جنگ، حتی روسای دولت‌ها، در صورتی که مرتکب جرایمی علیه قوانین و عرف جنگ یا قوانین بشریت مرتکب شده باشند مسئول هستند و مورد پیگرد واقع می‌شوند؛ بنابراین داشتن پست و مقام عالی در کشور هیچ تفاوتی را در اعمال مجازات ایجاد نمی‌کند.»

## تلاش‌های جامعه ملل
جامعه ملل بعد از تأسیس خویش، تلاش‌هایی برای حمایت از حقوق بشر انجام داد. یکی از این تلاش‌ها، انعقاد (کنوانسیون منع بردگی) در ۲۵ سپتامبر ۱۹۲۶ میلادی بود. به بردگی گرفتن به عنوان یکی از مصداق‌های جرایم ضدبشری به رسمیت شناخته شد.
هدف دیگری که جامعه ملل دنبال نمود، ایجاد دیوان کیفری بین‌المللی بود.

## جرایم ضدبشری در منشور دادگاه‌های نورنبرگ و توکیو

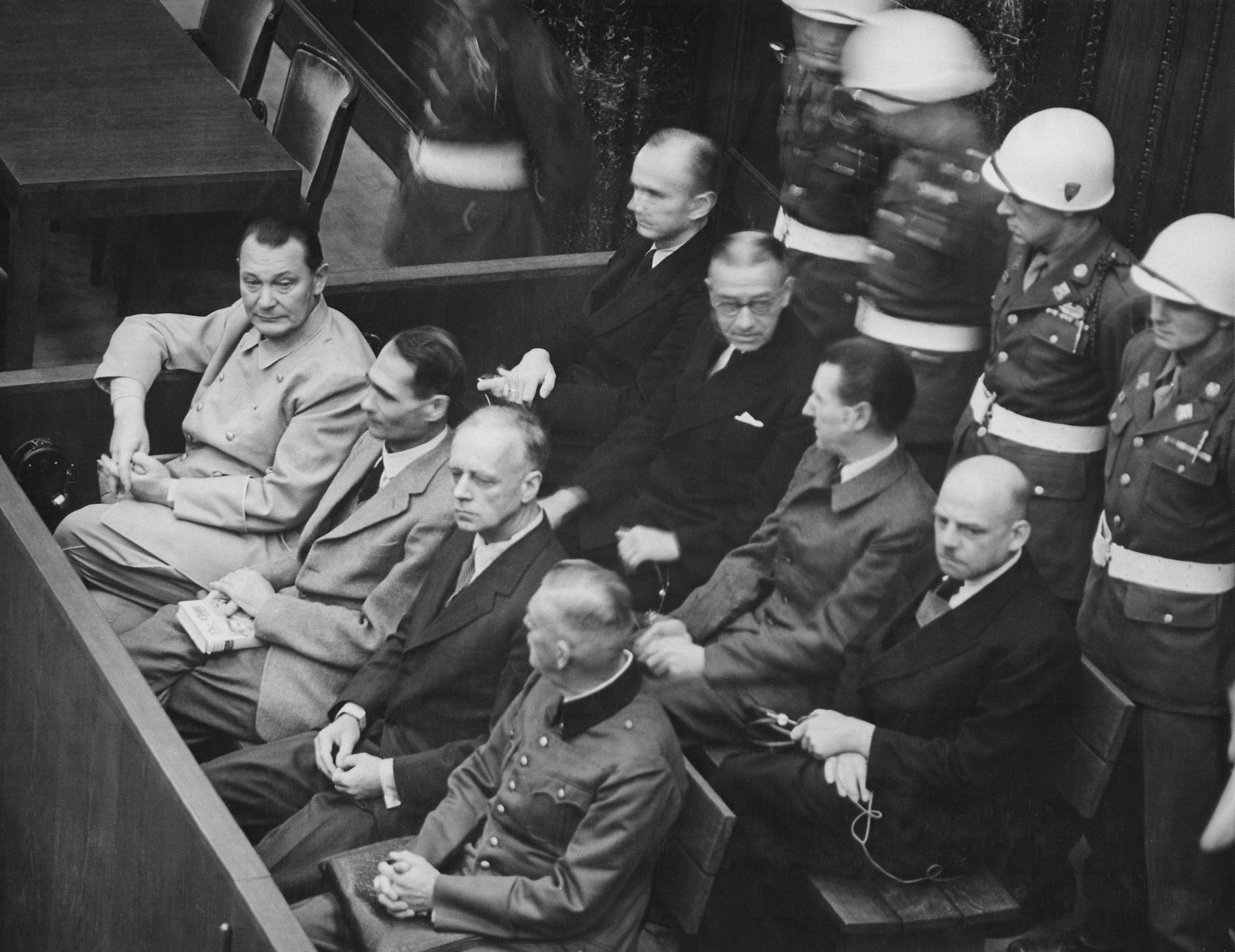
دادگاه نورنبرگ. متهمان در جایگاه. هدف اصلی دادگاه پیگرد قانونی هرمان گورینگ (در لبه سمت چپ در ردیف اول نیمکت)، مهم‌ترین بازمانده رسمی در آلمان نازی پس از مرگ هیتلر بود.

بعد از خاتمه یافتن جنگ جهانی دوم، در ۱۷ دسامبر ۱۹۴۲ میلادی و ۵ ژانویه ۱۹۴۳ میلادی نیروهای متفقین دو بیانیه صادر کردند که در هردو، تصمیمشان را مبنی بر محاکمه کردن افراد آلمانی که در خلال جنگ مرتکب جنایت جنگی و جنایات علیه بشریت شده بودند، اعلام کردند. به دنبال آن در ۱۱ فوریه ۱۹۴۳ میلادی در کنفرانس یالتا، تئودور روزولت، وینستون چرچیل و ژوزف استالین قطعنامه مشابهی را تصویب کردند. در ۸ اوت ۱۹۴۵ متفقین در لندن توافقنامه‌ای را امضا کردند که مفاد آن تأسیس دادگاه نورنبرگ بود. توافق کنندگان در ضمیمه توافقنامه مزبور منشور دادگاه نورنبرگ را اعلام کردند. این منشور از اهمیت خاصی برخوردار است؛ زیرا برای اولین بار در تاریخ حقوق بین‌الملل، جرایم ضد بشری را به رسمیت شناخت و مصادیق آن را برشمرد.
بند (ج) منشور یادشده به جرایم ضدبشری اختصاص داشت. بر طبق این بند جرایم ضد بشری عبارت بودند از:
1. قتل عمد
2. ریشه کن کردن
3. به بردگی گرفتن
4. اخراج

و سایر اعمال غیرانسانی که علیه یک جمعیت غیرنظامی ارتکاب می‌یابد. اعم از اینکه قبل یا در اثنای جنگ رخ داده باشد یا اذیت و آزار بنا به دلایل سیاسی، نژادی، یا مذهبی در ارتکاب جرایمی که رسیدگی به آنها در صلاحیت محکمه قرار دارد، اعم از اینکه ارتکاب آنها نقص قوانین داخلی کشور محمل ارتکاب محسوب شود یا خیر؟ اصطلاحی که در منشور دادگاه نورنبرگ ضمیمه توافقنامه لندن به کار می‌رود، جرایم ضدانسانی است که شامل موارد پیش گفته بود، اصطلاح ژنوسید توسط دادستان‌ها (البته نه قضات) در دادگاه نظامی بین‌المللی نورنبرگ به کار گرفته شد. دادستان دادگاه نورنبرگ، جنایتکاران جنگی نازی را به چیزی تحت عنوان (ژنوسید) متهم کرد؛ اما این اصطلاح در مقررات اساسنامه دادگاه به کار گرفته نشد، لذا دادگاه آنها را به دلیل سبعیت‌های ارتکابی علیه یهودیان اروپا به (جنایت علیه بشریت) محکوم کرد. درواقع نسل‌کشی در منشور محکمه نظامی نورنبرگ برای محکمه جنایتکاران جنگی دول محور، یک جرم علیه بشریت محسوب شده بود. مطابق ماده C6 جرایم علیه بشریت عبارتند از:
«قتل عمد، نابود کردن، اخراج و سایر اعمال غیرانسانی که قبل یا هنگام جنگ علیه یک جمعیت غیرنظامی ارتکاب می‌یابد یا اعمال اذیت و آزار بنا به دلایل سیاسی، نژادی یا مذهبی در اجرا یا در رابطه با هر جرمی که رسیدگی به آن در صلاحیت محکمه قرار دارد.»
پس از آن سازمان ملل متحد در نخستین سال فعالیت خود، قطعنامه شماره I96 را در دسامبر ۱۹۴۶ میلادی تصویب و به موجب آن صراحتاً تأیید کرد که «نسل‌کشی به موجب حقوق بین‌الملل جرم است و جهان متمدن آن را تقبیح می‌کند». پیرو مجمع عمومی سازمان ملل متحد در ۹ دسامبر ۱۹۴۸ به موجب قطعنامه شماره III - ۲۶۰، متن (کنوانسیون منع و مجازات جرم نسل‌کشی) را درست یک روز پیش از تصویب اعلامیه جهانی حقوق بشر مورد تصویب قرار داد.

## کنوانسیون جلوگیری از نسل‌کشی و مجازات آن

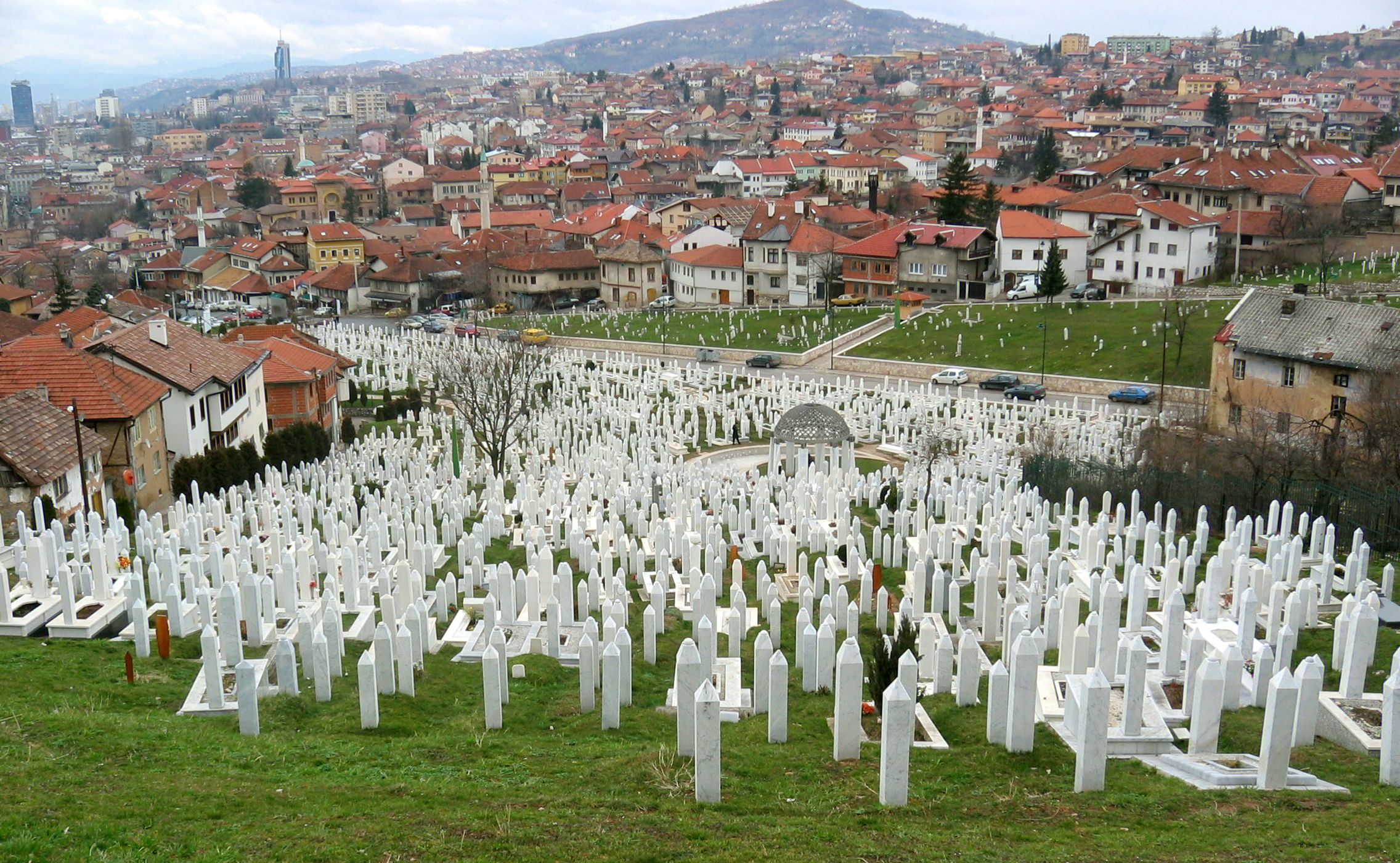
یادبود قربانیان سارایوو

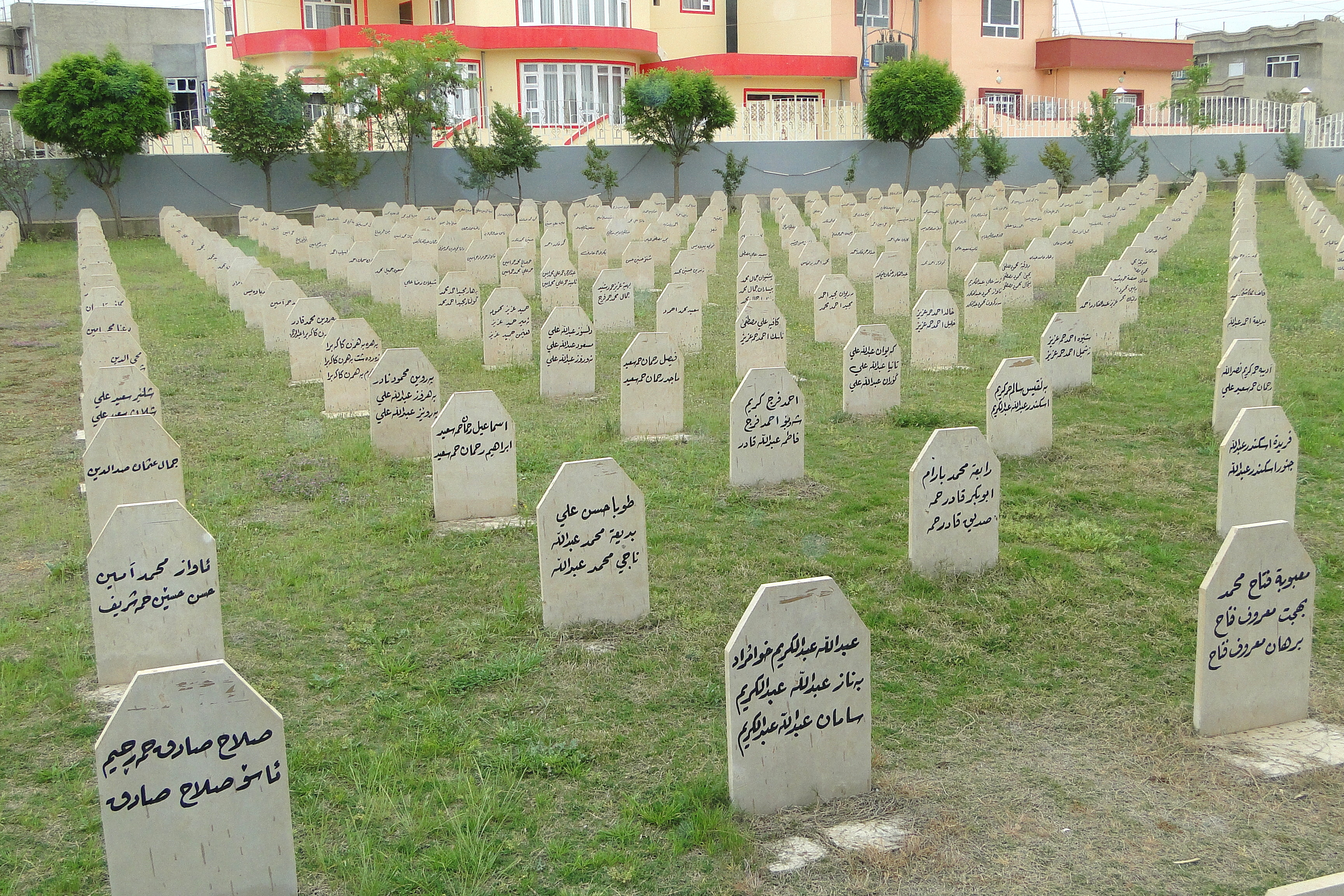
یادبود قربانیان بمباران شیمیایی حلبچه

کنوانسیون جلوگیری از نسل‌کشی و مجازات آن، مصوب ۹ دسامبر ۱۹۴۸، مجمع عمومی سازمان ملل متحد. مجمع عمومی متن قرارداد ضمیمه مربوط به جلوگیری از نسل‌کشی را تصویب و به موجب ماده ۱۱ همان قرارداد آن را برای امضاء و تصویب و الحاق در دسترس دول می‌گذارد. قرارداد برای جلوگیری از کشتار جمعی:
طرف‌های متعاهد با در نظر گرفتن اینکه مجمع سازمان ملل متحد به‌وسیله قطعنامه شماره (۱)۸۶ مورخ ۱۱ دسامبر ۱۹۴۶ خود اعلام داشته که نسل‌کشی جنایتی است که نسبت به حقوق بین‌الملل ارتکاب می‌شود و برخلاف روح و مقصد سازمان ملل بوده و دنیای متمدن چنین عملی را محکوم می‌کند و با اذعان باینکه در تمام دوره‌های تاریخ این عمل خسارات بسیاری به عالم انسانیت وارد ساخته است و با اطمینان باینکه برای رهایی عالم انسانیت از چنین بلیه وحشتناک همکاری بین‌المللی ضرورت دارد در مراتب ذیل موافقت حاصل نمودند:

## قانون اساسی

### ماده ۱
طرف‌های متعاهد تصدیق و تأیید می‌کنند که نسل‌کشی اعم از اینکه در موقع صلح صورت گیرد یا جنگ به موجب حقوق بین‌المللی جنایت محسوب می‌شود و تعهد می‌کنند از آن جلوگیری کرده و مورد مجازات قرار دهند.

### ماده ۲
در قرارداد فعلی مفهوم کلمه «نسل‌کشی» (Genocide) یکی از اعمال مشروحه ذیل است که به نیت نابودی تمام یا گروه ملی و قومی و نژادی یا مذهبی ارتکاب گردد. از این قرار:
1. قتل اعضاء آن گروه.
2. صدمه شدید نسبت به سلامت جسمی یا روحی افراد آن گروه.
3. قراردادن عمدی گروه در معرض وضعیات زندگانی نامناسبی که منتهی به زوال قوای جسمی کلی یا جزئی آن بشود.
4. اقداماتی که به منظور جلوگیری از توالد و تناسل آن گروه صورت گیرد.
5. انتقال اجباری اطفال آن گروه به گروه دیگر.

### ماده ۳
1. کشتار جمعی.
2. تبانی به منظور ارتکاب نسل‌کشی.
3. تحریک مستقیم و علنی برای ارتکاب نسل‌کشی.
4. شروع به ارتکاب به نسل‌کشی.
5. شرکت در جرم نسل‌کشی.

### ماده ۴
اشخاصی که مرتکب نسل‌کشی یا اعمال مشروحه در ماده سوم شوند اعم از اینکه اعضای حکومت یا مستخدمان دولت یا اشخاص عادی باشند مجازات خواهند شد.

### ماده ۵
طرف‌های متعاهد ملتزم می‌شوند که بر طبق قوانین اساسی مربوط خود تدابیر قانونی لازم برای تأمین اجرای مقررات این قرارداد اتخاذ نمایند و مخصوصاً کیفرهای مؤثر دربارهٔ مرتکبین نسل‌کشی یا یکی دیگر از اعمال مشروحه در ماده سوم را در نظر بگیرند.

### ماده ۶
اشخاص متهم با ارتکاب نسل‌کشی یا یکی دیگر از اعمال مشروحه در ماده سه به دادگاه‌های صالح کشوری که جرم در آنجا ارتکاب شده یا به دادگاه کیفری بین‌المللی که طرف‌های متعاهد صلاحیت آن را شناخته باشد جلب خواهند شد.

### ماده ۷
عمل نسل‌کشی و اعمال دیگر مذکوره در مادهٔ سه از لحاظ استرداد مجرمان، جرم سیاسی محسوب نمی‌شود. در این قبیل موارد طرف‌های متعاهد تعهد می‌کنند طبق قوانین کشور خود و قراردادهای موجود استرداد موافقت نمایند.

### ماده ۸
هر یک از متعاهدین می‌توانند از مراجع صلاحیتدار سازمان ملل بخواهد که بر طبق منشور ملل متحد برای جلوگیری و مجازات نسل‌کشی یا اعمال دیگر مذکور در ماده ۳ اقدامات مقتضی به عمل آورد.

### ماده ۹
اختلافات حاصله میان متعاهدین در خصوص تفسیر و تطبیق یا اجرای این قرارداد از جمله اختلافات راجع به مسئولیت یک دولت در مورد عمل نسل‌کشی یا اعمال دیگر مذکور در ماده ۳ به تقاضای یکی از طرفین اختلاف به دیوان بین‌المللی دادگستری ارجاع می‌شود.

### ماده ۱۰
این قرار داد که متن‌های چینی و انگلیسی و فرانسه و روسی و اسپانیولی آن متساویً معتبر شناخته می‌شود تاریخ ۹ دسامبر ۱۹۴۸ را خواهد داشت.

### ماده ۱۱
این قرارداد تا ۳۱ دسامبر ۱۹۴۹ برای امضای اعضای سازمان ملل متحد و هر دولت غیرعضوی که مجمع عمومی در این خصوص از آن دعوت کرده باشد آماده خواهد بود. این قرارداد به تصویب رسیده و نسخ مصوب آن به دبیرکل سازمان ملل متحد تسلیم خواهد گردید.
از تاریخ اول ژانویه ۱۹۵۰ هر عضو سازمان ملل یا هر دولت غیر عضوی که به شرح بالا از آن دعوت شده باشد می‌تواند به این قرارداد ملحق شود.

### ماده ۱۲
هر دولت متعاهدی در هر موقع می‌تواند با اعلام به دبیرکل سازمان ملل متحد مقررات این قرارداد را به کشورها یا یک کشوری که امور خارجی مربوط به آن را عهده‌دار است شامل نماید.

### ماده ۱۳
همین که بیست سند تصویب یا اسناد الحاق به دبیرکل سازمان برسد صورت مجلسی در این باب از طرف او تنظیم شده و رونوشت آن صورت مجلس را برای تمام اعضای ملل متحد و دول غیر عضو مذکور در ماده ۱۱ خواهد فرستاد.
این قرارداد پس از نود روز از تاریخ تسلیم بیستمین سند مصوب یا اسناد الحاق به موقع اجرا گذاشته خواهد شد.
هر تصویب یا الحاقی که بعد از آن تاریخ صورت گیرد نود روز پس از تسلیم سند تصویب یا الحاق معتبر خواهد بود.

### ماده ۱۴
مدت قرارداد از تاریخ اجرای آن ده سال خواهد بود پس از پایان مدت مزبور نیز مادام که طرف‌های متعاهد لااقل شش ماه قبل از انقضای آن را فسخ ننموده‌اند پنج سال خود بخود تمدید خواهد شد.
فسخ قرارداد مزبور کتباً اعلام و به عنوان دبیرکل سازمان ملل متحد ارسال خواهد گردید.

### ماده ۱۵
هرگاه برابر فسخ این قرارداد عده متعاهدین به کمتر از شانزده برسد قرارداد مزبور از تاریخ اعلام فسخ و از درجه اعتبار ساقط می‌گردد.

### ماده ۱۶
هر یک از متعاهدین در هر موقع حق دارد به وسیله اعلام کتبی به دبیرکل سازمان ملل تجدید نظر در این قرارداد را تقاضا نماید.
مجمع عمومی دربارهٔ این تقاضا به نحو مقتضی تدابیر لازم اتخاذ خواهد کرد.

### ماده ۱۷
دبیرکل سازمان ملل متحد مراتب ذیل را به کشورهای عضو سازمان و دولت‌های غیرعضو مذکوره در ماده ۱۱ اعلام خواهد کرد:
الف ـ امضاءها و تصویب‌ها و الحاق‌هایی که به منظور اجرای ماده ۱۱ به دبیرکل واصل گردد.
ب ـ اعلام‌هایی که در اجرای ماده ۱۲ می‌رسد.
پ ـ تاریخی که این قرارداد به موجب ماده ۱۳ به موقع اجرا گذارده می‌شود.
ت ـ اعلام فسخ قرارداد به موجب ماده ۱۴
ث ـ الغای قرارداد مطابق ماده ۱۵
ج ـ اعلام‌هایی که به موجب ماده ۱۶ دریافت گردد.

### ماده ۱۸
نسخهٔ اصلی این قرارداد در بایگانی سازمان ملل متحد ضبط خواهد گردید. یک نسخه مصدق برای هر یک از اعضای سازمان ملل متحد و دول عضو مذکور در ماده ۱۱ فرستاده خواهد شد.

### ماده ۱۹
این قرارداد از طرف دبیرکل سازمان ملل متحد در تاریخ اجراء به ثبت خواهد رسید.

## عدم شمول مرور زمان بر جنایت نسل‌کشی
وقتی سازمان ملل کنوانسیون منع نسل‌کشی را برای عدم شمول مرور زمان در مورد جنایات زمان جنگ و جنایات علیه بشریت (تصویب ۲۶ نوامبر ۱۹۶۸ میلادی اجرا ۱۱ نوامبر ۱۹۷۰ میلادی) بررسی می‌کرد به وضوح از عطف به ماسبق شدن آن سخن گفت. در ماده یک این پیمان آمده است: «هیچ مرور زمان برای مجازات جرایم زیر وجود ندارد و زمان و تاریخ ارتکاب این جرایم در مجازات تغییری نمی‌دهد. جنایات نژادکشی در پیمان ۱۹۴۸ توصیف شده است.»
اصل «بدون قانون جرمی نخواهد بود، بدون قانون اسبق مجازاتی نیست»، که در بند اول ماده پانزده میثاق بین‌المللی حقوق مدنی و سیاسی آورده شده به این ترتیب در بند دوم تشریح شده است: «عملی که از هر شخص در هر زمان سر می‌زند، اگر طبق اصول کلی قانون شناخته شده توسط جامعه ملل جرم باشد، براساس این ماده از عهدنامه نمی‌توان محاکمه و مجازات آن را تغییر داد.»
به همین ترتیب بند دوم ماده یازده اعلامیه جهانی حقوق بشر که در ۱۰ دسامبر ۱۹۴۸ صادر شد تصریح می‌کند که «اگر عمل ارتکابی توسط شخص طبق قوانین ملی یا بین‌المللی در زمان ارتکاب جرم شناخته نشده باشد در تعیین مجازات مؤثر نخواهد بود.» از جنبه‌های دوگانه کنوانسیون نسل‌کشی که مهم‌ترین آن جلوگیری و مجازات در مورد نسل‌کشی است. اساساً برای پیشگیری از این جنایات باید به همه اطمینان داد که مرتکبین مجازات خواهند شد تا آیندگان هوشیار باشند. یکی از نتایج پذیرش نسل‌کشی به عنوان یک جرم توسط جهانیان این است که علاوه بر محکومیت و مجازات مجرم به او اجازه نمی‌دهند که از دستاوردهای جرم خود استفاده کند؛ بنابراین اموال توقیف شده یهودیان پس از جنگ جهانی دوم به بازماندگان یا وارثان آنها برگردانده یا به‌طور نقدی جبران شد؛ پس علاوه بر پذیرش نسل‌کشی به عنوان یک جرم، تعهد بین‌المللی دیگری نیز مبنی بر استرداد و جبران خسارت قربانیان و وارثان وجود دارد.
اگرچه ترکیه عضو کنوانسیون عدم شمول مرور زمان در مورد جنایات جنگ و جنایات علیه بشریت نیست، ولی حقوق بین‌الملل در این خصوص روشن است: «تعهدات هر کشور مسئول مبنی بر استرداد یا پرداخت غرامت، مقید به زمان ارتکاب نسل‌کشی نمی‌باشد.»
به عنوان نمونه دیوان عالی فرانسه در ۶ اکتبر ۱۹۸۳ میلادی در حکم خود دربارهٔ کلاوس باربی که به جنایت علیه بشریت متهم شده بود، اعتراض وکلای مدافع را رد کرد و اعلام کرد که مرور زمان در مورد جرایم علیه بشریت که دیگر بخشی از حقوق بین‌الملل مرسوم است، بی اثر است.

## مسئولیت کشور در قبال اعمال غیرقانونی

قتل‌عام آشوری‌ها

یک اصل کلی در حقوق بین‌الملل، هر کشور را در قبال صدمات ناشی از اعمال غیرقانونی مسئول و آنها را به جبران این صدمات موظف می‌کند. دیوان دائمی بین‌المللی دادگستری این اصل را چنین توصیف می‌کند:
این اصل جزء حقوق بین‌المللی است و حتی مفهوم کلی این حقوق می‌باشد، هرگونه نقص تعهد، مسئولیت جبران و پرداخت غرامت ایجاد می‌کند.
نکته قابل تأکید این است که نقص حقوق بین‌الملل در محدوده تعهدات کشوری نیست، بلکه به معنای نقص کیفری تعهدات حقوق بین‌الملل است که طبق تصمیم‌گیری دیوان دادگستری بین‌المللی، نفی تعهدات بین‌المللی اصل (نیکی به همه)، تعهد هر کشور در قبال جامعه بین‌الملل می‌باشد.
بنابراین جنایات نسل‌کشی نه تنها کشوری را که جرم در آن اتفاق افتاده متعهد می‌کند، بلکه جامعه بین‌الملل را نیز نسبت به این جرم مسئول می‌شمارد، به این استناد که:
1. شرایط به وجود آمده به واسطه ارتکاب یک جرم را به رسمیت نشناسند.
2. به بانی جنایت بین‌المللی در نگهداری شرایط بعد از وقوع جرم کمک نکند.

۳. به سایر ممالک در اجرای تعهدات یادشده کمک نمایند.
ماهیت اصل (نیکی به همه) به معنای واقعی بر جنایت نسل‌کشی تأثیری قانونی می‌گذارد که فراتر از شناسایی عطف به ماسبق شدن کنوانسیون نسل‌کشی است. تأثیر مثبت دیگر این اصل بر جامعه بین‌المللی این است که آن را از قبول شرایط غیرقانونی ناشی شده از کشتار، منع می‌کند. میانجیگری و توافق بین‌المللی می‌تواند با برنامه‌ریزی مناسب استنباط‌های نادرست را جبران کند.

## نظریه جانشینی دولت

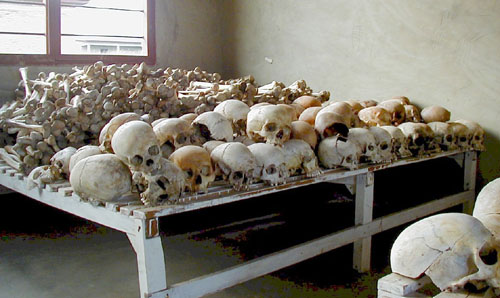
جمجمه‌های قربانیان بیانگر قساوت نسل‌کشی رواندا

در حقوق بین‌الملل، نظریه تداوم قانون و اصول تعهد حکومت، دولت جانشین را در قبال تجاوزات دولت پیشین مسئول قرار می‌دهد. این نظریه به‌طور قطع در مورد نسل‌کشی و نتایج آن برای بازماندگان و فرزندان آنها نیز صدق می‌کند چون تعهدات حکومت لزوماً به خود آن کشور ارتباط می‌یابد و اجازه نمی‌دهد که آن را از ذهن مردم پاک کنند؛ بنابراین مسئولیت آلمان نازی در قبال جنایات آدولف هیتلر کاملاً صدق پیدا می‌کند. به همین ترتیب فرانسه در برابر جبران اعمال غیرقانونی دولت ویشی در طول اشغال آلمانی‌ها مسئول بوده و نروژ نیز در قبال استرداد اموال توقیف شده و سایر خسارات وارد شده به یهودیان در طول استقرار رژیم کیسلینگ متعهد می‌شد.
ماده ۳۶ معاهده وین در مورد جانشینی کشورها در اموال دولتی، اسناد بدهی‌های کشور که در ۸ آوریل ۱۹۸۳ میلادی امضاء شد، می‌گوید که «با تغییر حکومت، تعهدات مربوط به حقوق طلبکاران به قوت خود باقی است.» بنابراین درخواست ارمنیان در مورد توقیف اموالشان با تغییر حکومت از سلطنت به جمهوری کمالیسم محو نمی‌شود.
اصل مسئولیت دولت‌های جانشین در همه موارد به کار برده می‌شود؛ حتی اگر دولت یا کشوری که مرتکب اعمال غیرقانونی شده هیچ تعلقی به حکومت جدید نداشته باشد. دیوان دائمی داوری در مورد ادعای شرکت لایت هاوس این اصل را به صورت ضمنی تنظیم کرده است. در این دعوی فرانسه مدعی شد که یونان در مقابل تجاوز به حقوق اتباع این کشور توسط حکومت خودمختار کرت که پیش از تسلط مطلق یونان بر این جزیره انجام شده، مسئول است. دیوان داوری بین‌المللی نیز اظهار نظر کرد که از آنجایی که یونان جانشین حکومت قبلی شده پس عهده‌دار مسئولیت می‌باشد.

## باطل نشدن جبران خسارت و استرداد به واسطه مرور زمان

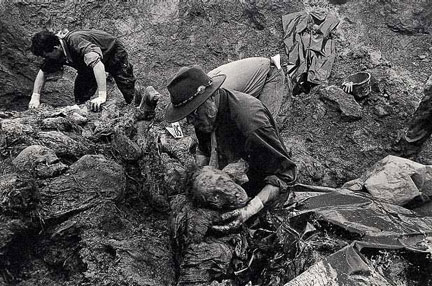
اجساد کشف شده در کشتار سربرنیتسا

اصل جبران خسارت و استرداد اموال با گذشت زمان از بین نمی‌رود(مصادره اموال ارمنی‌ها در ترکیه)، چراکه جنایت نسل‌کشی به‌طور پیوسته و مستمر و به معنای حقیقی و قانونی ادامه دارد؛ پس بازماندگان فاجعه نسل‌کشی ارمنیان چه به صورت فردی و چه گروهی، هنوز در پی جبران خسارتشان هستند. همان‌طور که بازماندگان یهودی کشتار یهودیان، در پس گرفتن اموالشان از بسیاری از کشورهای مصادره کننده موفق بودند. هرگاه امکان جبران کامل وجود داشت، باید علاوه بر استرداد اموال، شرایط اولیه زندگی قبل از جنایت نیز برای خسارت دیدگان فراهم شود، ولی هرکجا جبران کامل ممکن نبود، می‌توان از پرداخت نقدی به جای آن بهره برد.
در بخشی از اصول و برنامه‌های اولیه سازمان ملل دربارهٔ حق غرامت قربانیان تجاوز به حقوق بشر و حقوق بشردوستانه بین‌الملل این‌طور آمده است:
افرادی که می‌توانند به‌طور فردی یا در مواردی به صورت دسته جمعی تقاضای دریافت خسارت کنند عبارتند از:قربانیان مستقیم نقض حقوق بشر و قوانین انسان دوستانه بین‌المللی، اقوام نزدیک، فرزندان یا سایر افرادی که با قربانیان ارتباط نزدیک دارند.
اصل نهم که بسیار مهم است:
قاعده مرور زمان نباید در اصول مدتی که روش‌های جبران خسارت برای نقض حقوق بشر و مقررات انسان دوستانه بین‌المللی وجود ندارند به کار گرفته شود. دعاوی مدنی مربوط به جبران تجاوز به حقوق بشر و قوانین انسان دوستانه بین‌المللی نباید منوط به قوانین مقیدکننده باشند.
و اصل دوازدهم:
جبران خسارت باید به منظور برقراری شرایط موجود پیش از نقض حقوق بشر و قوانین انسان دوستانه بین‌المللی انجام شود. مفهوم جبران خسارت از جمله عبارت است از بازگشت فرد به محل سکونت خود و استرداد اموال.
بنا به گزارش همتراز کمیسیون فرعی سازمان ملل «هرگونه تجاوز به حقوق بشر، حق جبران خسارت قربانیان و وارثان را به دنبال داشته و دولت‌ها را متعهد می‌کند تا تاوان صدمات واردشده توسط مجرمان را از آنان طلب کنند».
دو اصل کلی دیگر نیز در زمینه جبران نقص حقوق بشر وجود دارد. یکی اصل (از نادرست، درست به وجود نمی‌آید) است که طبق آن به کشوری که مرتکب جنایت شده نباید اجازه داد که از تجاوزات خود سود ببرد و دیگری اصل (کسب دارایی غیرعادلانه) است که با استناد به آن مجرم نخواهد توانست از پیامدهای گناه خود استفاده کند.
در طی کوچ اجباری و قتل‌عام ارمنیان و پس از آن اراضی، ساختمان‌ها، حساب‌های بانکی و سایر اموال ارمنیان توقیف شد. هنری مورگنتاو سفیر آمریکا در خاطراتش به حادثه‌ای اشاره می‌کند که مبین توقیف منظم و برنامه‌ریزی شده اموال بازماندگان قتل‌عام توسط حزب حاکم عثمانی است. او می‌نویسد:
روزی طلعت پاشا تقاضای شگفتی از من کرد. سال‌ها بود که شرکت بیمه عمر نیویورک تعداد قابل توجهی از ارمنیان را تحت پوشش داشت. طلعت گفت:من می‌خواهم که تمام شرکت‌های بیمه عمر آمریکا برای ما فهرست کاملی از ارمنیان تحت پوشش خود را بفرستند زیرا همه این افراد در حال حاضر مرده‌اند و وارثی ندارند که پول بیمه به آنها برسد. این مبلغ مسلماً به دولت ما می‌رسد. اما مورگنتاو به تقاضای طلعت تن درنداد.
براساس میثاق بین‌المللی حقوق سیاسی و مدنی که در ۲۳ سپتامبر ۲۰۰۳ میلادی به تصویب دولت ترکیه رسیده و در همین تاریخ به اجرا درآمد. تعهدات ناشی از ماده یک دربارهٔ حقوق مردم در قبال دارایی و ثروت طبیعی شان و همچنین تعهدات به وجود آمده از ماده ۲۷ که قواعد خاصی برای اقلیت‌های فرهنگی و قومی در نظر گرفته درخور توجه است که سخن از بی عدالتی تاریخی و جبران آن به میان می‌آورد؛ لذا طبق ماده ۱ و ۱۷ میثاق مزبور ارمنیان می‌توانند برای گرفتن میراث فرهنگی (میراث فرهنگی ارمنیان در ترکیه) خود در مراجع صالح بین‌المللی اقامه دعوی کنند.

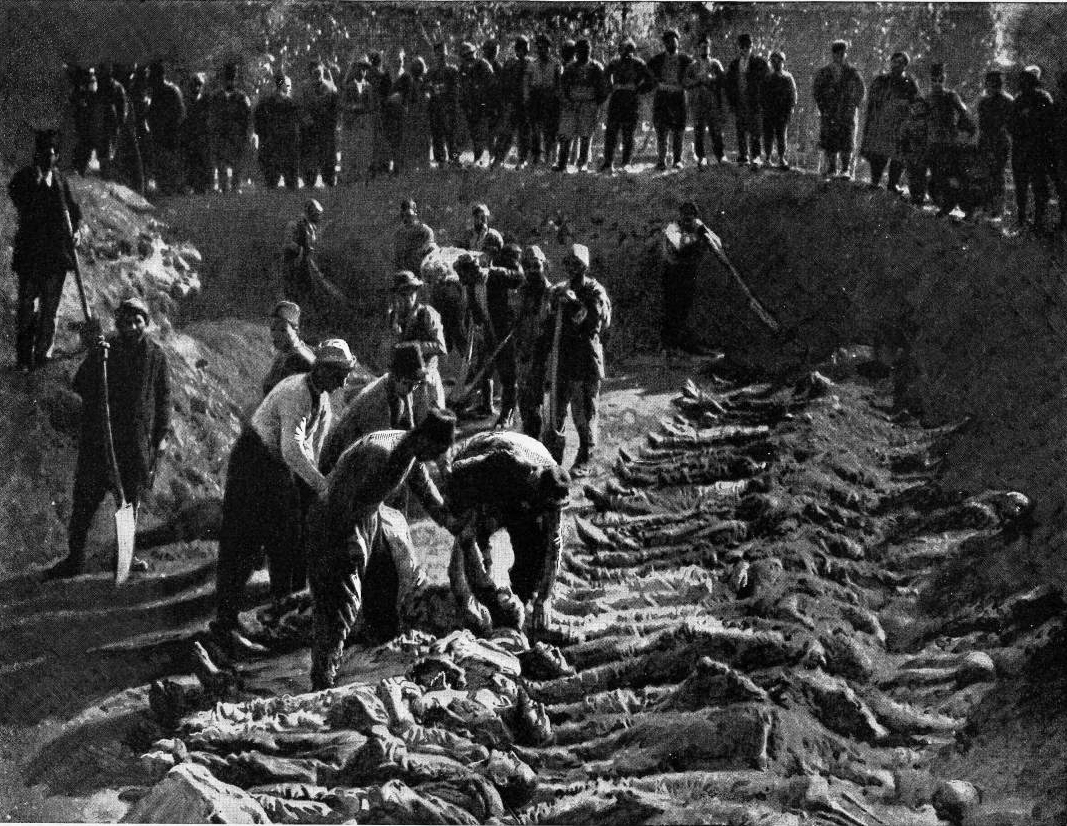
قربانیان ارمنی قتل‌عام شده در یک گور دسته جمعی در گورستان ارزروم به خاک سپرده می‌شوند.

از آنجایی که هم ترکیه (۳۱ ژوئیه ۱۹۵۰) و هم ارمنستان (۲۳ ژوئن ۱۹۹۳) از امضاکنندگان کنوانسیون منع نسل‌کشی هستند، می‌توان به ماده هشت این کنوانسیون استناد کرد که تصریح می‌کند (هرکدام از طرفین ممکن است از نهادهای صالح سازمان ملل برای جلوگیری از کشتار در هر کجا که مناسب تشخیص داده شود، کمک گیرند). جلوگیری معنایی فراتر از صرف عدالت انتقام جویانه دارد. برای جلوگیری از وقوع جرم لازم است که تا حد امکان جلوی پیامدهای آن را گرفت. رسیدن به این هدف علاوه بر مجازات مجرمان، مستلزم استرداد و جبران خسارت نسل‌های بازمانده است؛ لذا ارمنستان هم می‌تواند به ماده نه کنوانسیون نسل‌کشی استناد جوید که می‌گوید:
اختلاف میان طرفین قرارداد در مورد تفسیر، شمول و اجرای کنوانسیون حاضر و مواردی که به مسئولیت یک کشور در قبال نسل‌کشی یا هر عمل دیگری که در ماده سه این کنوانسیون قید شده ارتباط دارد، باید در صورت تقاضای هرکدام از طرفین به دادگاه بین‌المللی تسلیم شود.
بسیاری از کلیساها و صومعه‌ها در اتحاد جماهیر شوروی سابق که شامل ارمنستان نیز می‌شد در دهه ۱۹۹۰ به ارمنستان برگردانده شد. این اموال هفتاد سال پیش از این تاریخ به دنبال انقلاب بلشویکی مصادره شده بود. تصمیم دیوان دادگستری بین‌المللی دربارهٔ جنایت نسل‌کشی، می‌تواند تقاضای استرداد هویت فرهنگی و سایر اموال مصادره شده را به صاحبان حقیقی آن یعنی مردم و کلیسای ارمنی تسهیل کند.

## به عنوان یک جرم

### قانون بین‌المللی
پس از هولوکاست، که توسط آلمان نازی و متحدانش، قبل از جنگ جهانی دوم و در طول جنگ جهانی دوم، به وقوع پیوسته بود، لمکین با موفقیت کارزاری راه اندازی کرد که در آن قوانین بین‌المللی تعریف کرده و ممنوعیت نسل‌کشی را نیز اظهار نمود. در سال ۱۹۴۶، اولین جلسه مجمع عمومی سازمان ملل قطعنامه ای را تصویب کرد که نسل‌کشی طبق قوانین بین‌المللی جرم محسوب شده و به نمونه‌هایی از این قبیل وقایع نیز اشاره می‌کند (اما تعریف کامل قانونی از این جرم را ارائه داده نشد). در سال ۱۹۴۸، مجمع عمومی سازمان ملل متحد کنوانسیون پیشگیری و مجازات جنایات نسل‌کشی (CPPCG) را تصویب کرد. در این سال برای اولین بار تعریفی برای جرم نسل‌کشی ارائه داده شد.

### شورای امنیت سازمان ملل در مورد نسل‌کشی
قطعنامه ۱۶۷۴ شورای امنیت سازمان ملل، که توسط شورای امنیت سازمان ملل متحد در ۲۸ آوریل ۲۰۰۶ به تصویب رسید، «در سند نتایج اجلاس سران جهانی ۲۰۰۵، مجدداً در بندهای ۱۳۸ و ۱۳۹ روی مسئولیت حمایت از جمعیت در برابر نسل‌کشی، جنایات جنگی، پاکسازی قومی و جنایاتی از این قبیل که علیه بشریت هستند، تأکید می‌کند.»

## پیگرد قانونی بین‌المللی در مورد نسل‌کشی

### توسط دادگاه‌های موقت
همه امضا کنندگان CPPCG ملزم به جلوگیری و مجازات جنایات نسل‌کشی چه در صلح و چه در زمان جنگ می‌باشند. البته برخی موانع اجرای این کار را مشکل می‌کند. به ویژه، برخی از امضا کنندگان – به عبارت دیگر کشورهای بحرین، بنگلادش، هند، مالزی، فیلیپین، سنگاپور، ایالات متحده، ویتنام، یمن و یوگسلاوی سابق – با این شرط که هیچ ادعایی برای نسل‌کشی نمی‌تواند بدون رضایت آنها علیه آنها به دیوان بین‌المللی دادگستری مطرح شود، این سند را امضا نموده‌اند.

### دادگاه نورنبرگ (۱۹۴۵ – ۱۹۴۶)
رهبران نازی، اندکی پس از جنگ جهانی دوم به دلیل شرکت در هولوکاست و دیگر قتل‌های گسترده تحت پیگرد قانونی قرار گرفتند. به علت اینکه تا قبل از سال ۱۹۴۸ به‌طور رسمی تعریفی توسط کنوانسیون پیشگیری و مجازات جنایات نسل‌کشی (CPPCG) از جرم «نسل‌کشی» و جنایاتی علیه بشریت ارائه نشده بود، مجرمان تحت پیگرد قانونی قرار نمی‌گرفتند.

### دادگاه جنایی بین‌المللی برای یوگسلاوی سابق (۱۹۹۳ – ۲۰۱۷)
اصطلاح نسل‌کشی بوسنیایی به دو معنی بکار می‌رود. یکی به معنای قتل‌های مرتکب شده توسط نیروهای صرب) قوم صرب از نژاد اسلاو (در سربرنیتسا در سال ۱۹۹۵ می‌باشد،و دیگری به پاکسازی قومی اشاره می‌کند که در جاهای دیگر در طول جنگ بوسنیایی ۱۹۹۲–۱۹۹۵ انجام شده است.

### دادگاه بین‌المللی جنایی برای رواندا (۱۹۹۴ تا حال حاضر)
دادگاه بین‌المللی کیفری برای رواندا (ICTR)، دادگاهی است که سازمان ملل به آن کمک مالی و با آن همکاری می‌کند تا در مورد جرائم مرتکب شده در رواندا در طول نسل‌کشی که در آوریل ۱۹۹۴ اتفاق افتاد پیگیری کند. نسل‌کشی ای که از روز ۶ آوریل شروع شد.

### شعبه‌های فوق‌العاده در دادگاه‌های کامبوج (۲۰۰۳ تا حال حاضر)
خمرهای سرخ به رهبری پل پوت، تا مک و دیگر رهبران، قتل‌عام کردن گروه‌های ایدئولوژیکی مظنون را ترتیب دادند. بین سالهای ۱۹۷۵ تا ۱۹۷۹، تعداد قربانیان حدوداً ۱٫۷ میلیون کامبوجی تخمین زده می‌شود؛ که در این رقم، مرگ ناشی از کار بردگی نیز شامل می‌شود.
در ۶ ژوئن ۲۰۰۳، دولت کامبوج و سازمان ملل متحد به توافق رسیدند که شعبه‌های فوق‌العاده را در دادگاه‌های کامبوج (ECCC) تشکیل دهند که این شعبه‌ها منحصراً بر جنایات مرتکب شده توسط مقامات بالا رتبه خمر سرخ در دوره حکومت خمر سرخ از ۱۹۷۵ تا ۱۹۷۹ متمرکز شود. قضات در اوایل ژوئیه ۲۰۰۶ سوگند یاد کردند.

## نسل‌کشی‌های معاصر
- نسل‌کشی یونانیان
- نسل‌کشی ارمنی‌ها
- نسل‌کشی آشوری‌ها
- نسل‌کشی رواندا
- نسل‌کشی یهودیان
- نسل‌کشی بوسنی
- نسل‌کشی چرکس
- نسل‌کشی ایزدی‌ها
- نسل‌کشی روهینگیا
- نسل‌کشی کامبوج
- نسل‌کشی هزاره‌ها
- نسل‌کشی اوکراینی‌ها
- نسل‌کشی غزه

## قتل‌عام‌ها
- فهرست شهرها و روستاهای خالی از سکنه شده در جریان جنگ ۱۹۴۹–۱۹۴۷ فلسطین

- تخلیه روستاهای کردنشین توسط ترکیه[۳۶][۳۷][۳۸][۳۹]
- کشتار کُردها در درسیم[۴۰][۴۱][۴۲][۴۳][۴۴]
- کشتار کُردها در قارنا[۴۵][۴۶][۴۷]
- کشتار کُردها در قالاتانان[۴۸][۴۹]
- بمباران شیمیایی کُردها در حلبچه[۵۰][۶][۵۱][۵۲]
- عملیات انفال علیه کُردها[۵۳][۵۴][۵۵][۵۶]
- بمباران شیمیایی کُردها در سردشت[۵۷][۵۸][۵۹]
- اعدام دسته‌جمعی زندانیان عقیدتی-سیاسی ایران در تابستان ۱۳۶۷[۶۰]
- کشتار حدیثه
- کشتار صبرا و شتیلا
- کشتار زانوی زخمی
- کشتار سربرنیتسا
- کشتار می لای
- کشتار مرعش
- کشتار نو گون ری
- جنگ دارفور
- فهرست کشتارهای ارمنی‌ها
- قحطی سال ۱۲۹۸–۱۲۹۶ ایران
- قساوتها در دولت آزاد کنگو
- آزار و اذیت مردم هزاره
- کشتار ۱۹۸۲ حماة
- حملات شیمیایی غوطه